# Décès en novembre 1988
Décès
- 1984
- 1985
- 1986
- 1987
- 1988
- 1989
- 1990
- 1991
- 1992

Pour une information complémentaire, voir la page d'aide.

| Date        | Nom                               | Activités                                                                                    | Âge      | Source |
| ----------- | --------------------------------- | -------------------------------------------------------------------------------------------- | -------- | ------ |
| 1 novembre  | André Sorel                       | joueur et entraîneur de football français                                                    | 64       |        |
| 7 novembre  | Ramón Homedes                     | footballeur espagnol                                                                         | 69       |        |
| 7 novembre  | Hans Baumann                      | poète et compositeur allemand de chansons de route et de chansons des Jeunesses hitlériennes | 74       |        |
| 8 novembre  | François Pluchart                 | écrivain, journaliste et critique d'art français, spécialiste de l'art contemporain          | 51       |        |
| 8 novembre  | Oskar Rohr                        | footballeur international allemand                                                           | 76       |        |
| 9 novembre  | Yves Baudrier                     | compositeur français                                                                         | 82       |        |
| 9 novembre  | Billy Curtis                      | acteur américain                                                                             | 79       |        |
| 9 novembre  | Mario Nasalli Rocca di Corneliano | cardinal italien de la Curie romaine                                                         | 85       |        |
| 11 novembre | Jean Aufort                       | peintre, aquarelliste, lithographe et illustrateur français                                  | 89       |        |
| 12 novembre | Primo Conti                       | peintre italien                                                                              | 88       |        |
| 12 novembre | Annette Faive                     | peintre française                                                                            | 77       |        |
| 13 novembre | Antal Doráti                      | chef d'orchestre hongrois naturalisé américain                                               | 82       |        |
| 13 novembre | François Lanzi                    | peintre français                                                                             | 72       |        |
| 14 novembre | Giacomo Gaioni                    | coureur cycliste italien                                                                     | 83       |        |
| 15 novembre | Antoni Montserrat                 | footballeur espagnol                                                                         | 70       |        |
| 17 novembre | Magdaléna Štrompachová            | peintre et restauratrice magyaro-tchéscolovaque                                              | 69       | (sk)   |
| 22 novembre | Pierre Boucherle                  | peintre orientaliste et paysagiste franco-tunisien                                           | 94       |        |
| 24 novembre | Bernard Leene                     | coureur cycliste néerlandais                                                                 | 85       |        |
| 25 novembre | Moulay Ahmed Loukili              | musicien marocain                                                                            | 78 ou 79 |        |
| 26 novembre | Albert Barthélémy                 | coureur cycliste français                                                                    | 82       |        |